# Hans Georg Rupp

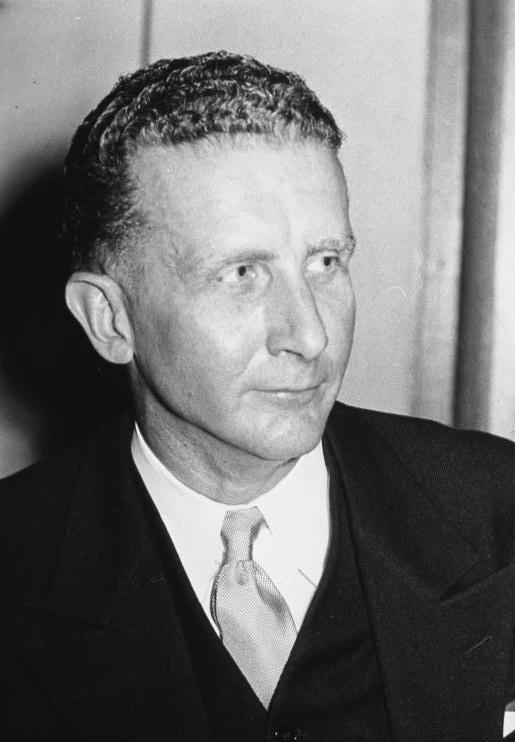
Hans Georg Rupp 1951

Hans Georg Rupp (* 30. August 1907 in Stuttgart; † 14. September 1989 in Münsingen) war ein deutscher Rechtswissenschaftler, Richter des Bundesverfassungsgerichts und Mitglied der Beratenden Landesversammlung des Landes Württemberg-Hohenzollern.

## Leben

### Kindheit und Ausbildungszeit
Rupp entstammte einer großbürgerlichen, liberalen Reutlinger Familie. Seine Eltern waren Erwin von Rupp (1855–1916), der als Ministerialbeamter in Württemberg und Generalstaatsanwalt in Stuttgart Karriere gemacht hatte, und Marie Volz (1866–1946). Zudem hatte er zwei ältere Schwestern: Elisabeth Rupp (1888–1972), die sich später als Ethnologin und Schriftstellerin einen Namen machte, und Maria Rupp (1891–1956), die als Bildhauerin hervortrat.
Nach dem Besuch des Gymnasiums in Reutlingen entschied er sich für ein Studium der Rechtswissenschaft, das er 1925 in Tübingen begann, in Berlin fortführte und im Herbst 1929 mit der ersten Staatsprüfung abschloss. In den beiden Städten absolvierte er auch sein Referendariat. 1933 promovierte er bei Viktor Bruns über „Staatsvertreter vor internationalen Schiedsgerichten“ zum Doktor der Rechte. Im Jahr darauf legte er in Stuttgart die zweite Staatsprüfung ab.

### Berufsjahre im Dritten Reich
Anschließend war er als Hilfsrichter am Landgericht Tübingen und an den Amtsgerichten Stuttgart und Reutlingen beschäftigt. Von September 1935 bis Juli 1937 bot sich ihm die Möglichkeit eines Auslandsaufenthalts in den USA. An der Law School der Harvard University in Cambridge war er wissenschaftlicher Assistent. Prägenden Einfluss übte während dieser Zeit das Seminar bei dem späteren Richter am Obersten Gerichtshof Felix Frankfurter auf ihn aus.
Nach seiner Rückkehr ins Dritte Reich arbeitete er ein Jahr lang in der Rechtsabteilung der I.G. Farben. Ab 1938 war er als Hauptreferent für anglo-amerikanisches Recht am Kaiser-Wilhelm-Institut für ausländisches und internationales Privatrecht in Berlin beschäftigt. 1939 ehelichte er Barbara Bleisch, die später einen Sohn gebar. Auch nach Ausbruch des Zweiten Weltkriegs konnte er seine wissenschaftliche Tätigkeit am Kaiser-Wilhelm-Institut für Privatrecht fortführen. Er nahm zwar am Überfall auf Polen teil, wurde dann aber für die Arbeit vom Militär freigestellt.
Zusammen mit Konrad Zweigert repräsentierte er die politische Opposition innerhalb des Kaiser-Wilhelm-Instituts für Privatrecht. Beide trieben die Evakuierung der Einrichtung nach Süddeutschland voran, die im Frühjahr 1944 in kurzer Zeit realisiert werden konnte. Sie konnten sich dabei gegen die zögernde Leitung des Instituts durchsetzen, die sich aus persönlichen Gründen lange nicht vom ursprünglichen Sitz trennen wollte. Bei der Organisation des Umzugs kamen Rupp sowohl seine Beziehungen zu seiner schwäbischen Heimat als auch zu seinem einstigen Arbeitgeber zugute. Die I.G. Farben übernahm den Hauptteil des Transports. Die Bestände des Instituts wurden nach Tübingen, das den neuen Zentralstandort bildete, und in fünf weitere Orte verbracht.
1941 erhielt Rupp auch die Zulassung als Rechtsanwalt beim Landgericht. Diese war ihm zunächst mangels Mitgliedschaft in der NSDAP versagt worden, wurde dann aber trotz fehlendem Parteibuch erteilt. Des Weiteren hielt er vom Sommersemester 1943 bis zum Wintersemester 1944/45 vertretungsweise die Vorlesungen zum Bürgerlichen Recht und zum Handelsrecht an der Universität Jena. Anfang 1945 wurde sein Elternhaus zerstört.

### Parlamentarier und Verwaltungsbeamter in Württemberg
Nach dem Krieg trat er in die SPD ein. Im Juni 1945 wurde er Mitarbeiter von Carlo Schmid in der Stuttgarter Landesdirektion für Kultus, Unterricht und Kunst. Er folgte ihm im Oktober 1945 als Ministerialrat in die Landesdirektion für Kultus, Erziehung und Kunst, die als Teil des neuen Staatssekretariats für Württemberg-Hohenzollern in Tübingen eingerichtet worden war. Rupp wurde die Leitung der Hochschulabteilung übertragen. In dieser Position fiel ihm die Aufgabe zu, die Universität Tübingen von nationalsozialistisch belasteten Professoren zu säubern. Dies öffnete ihm nach eigenem Bekunden erst die Augen für die tiefe Verstrickung aller Wissenschaftszweige mit dem NS-Regime. Die SPD entsandte ihn zudem 1946 in die Beratende Landesversammlung des Landes Württemberg-Hohenzollern, in der er sich an der Erarbeitung des Verfassungsentwurfs beteiligte und das Amt des stellvertretenden Vorsitzenden bekleidete. Mit Verabschiedung der Verfassung im Jahre 1947 endete seine parlamentarische Karriere wieder. Da die CDU die Kulturverwaltung als ihre Domäne ansah, war er 1949 der letzte Sozialdemokrat im Kultusministerium von Württemberg-Hohenzollern, der eine Abteilung leitete.
Zusammen mit dem Vertreter Bayerns, Friedrich Glum, spielte Rupp eine wichtige Rolle bei der Überführung der in Berlin ansässigen Institute der Kaiser-Wilhelm-Gesellschaft in die Deutsche Forschungshochschule und beim Zustandekommen des Staatsabkommen über die Errichtung einer deutschen Forschungshochschule in Berlin-Dahlem und die Finanzierung deutscher Forschungsinstitute, das am 3. Juni 1947 zwischen den Ländern Bayern, Württemberg-Baden und Hessen abgeschlossen wurde.
Auch seine wissenschaftliche Tätigkeit setzte er nach dem Krieg fort: Er wurde 1946 zum Lehrbeauftragten an der Universität Tübingen berufen und 1947 als wissenschaftliches Mitglied in das Max-Planck-Institut für ausländisches und internationales Privatrecht aufgenommen.

### Richter des Bundesverfassungsgerichts
Im Jahre 1951 wurde er zum Richter des Bundesverfassungsgerichts gewählt, wo er dem zweiten Senat angehörte. 1960 hatte er den Tod seiner Frau zu beklagen. Fünf Jahre später heiratete er Wiltraut von Brünneck, die seit 1963 ebenfalls Richterin des Bundesverfassungsgerichts war. Der bis heute einmalige Fall einer Ehe zwischen zwei Verfassungsrichtern erwies sich im gerichtlichen Arbeitsalltag als unproblematisch: Da beide verschiedenen Senaten angehörten, war eine gemeinsame Urteilsfindung faktisch ausgeschlossen. Die einzige Ausnahme bildete der seltene Fall einer Plenarentscheidung im Jahre 1971, bei der die Richter beider Senate zusammen zu beschließen hatten. Das Plenum gab einen Vorschlag für die Wahl eines Verfassungsrichters ab, der erforderlich geworden war, da das zuständige Verfassungsorgan seiner eigenen Pflicht zur Wahl noch nicht nachgekommen war.
Nachdem sich seit 1970 den Verfassungsrichtern die gesetzliche Möglichkeit bot, bei abweichenden Meinungen ein Sondervotum zu veröffentlichen, machte Rupp diverse Male von dieser Option Gebrauch. Beim Abhörurteil vertrat er gemeinsam mit Gregor Geller und Fabian von Schlabrendorff entgegen der Senatsmehrheit die Auffassung, dass der neueingefügte Art. 10 Abs. 2 Satz 2 GG nicht mit der Ewigkeitsklausel des Grundgesetzes vereinbar sei. Auch bei der 2. Rundfunkentscheidung gab er zusammen mit Geller ein Sondervotum ab, da er die Entscheidung zwar im Ergebnis, nicht aber hinsichtlich der Begründung mittrug. Seine zusammen mit Martin Hirsch und Walter Seuffert geäußerte abweichende Meinung zu einem Beschluss, der einen Befangenheitsantrag der Bayerischen Staatsregierung gegen den am Urteil zum Grundlagenvertrag mitwirkenden Richter Joachim Rottmann zum Gegenstand hatte, fiel durch einen scharfen Tonfall auf. Darin hieß es über einige Ansichten der Mehrheitsmeinung, sie lägen „außerhalb der Möglichkeiten vertretbarer Rechtsprechung“.
Wenige Monate vor dem Ende seiner Amtszeit gab er das einzige Sondervotum ab, das ausschließlich von ihm verfasst wurde. Bei der Entscheidung zum Radikalenerlass stimmte er gegen seine Kollegen, da er es für einen Verstoß gegen Art. 21 GG hielt, wenn die Einstellungsbehörde die bloße Mitgliedschaft in einer nicht vom Bundesverfassungsgericht für verfassungswidrig erklärten Partei zum Nachteil des Bewerbers wertet. Nach 24 Jahren am Bundesverfassungsgericht trat er im September 1975 in den Ruhestand. Nur Willi Geiger konnte auf eine noch längere Amtszeit zurückblicken.
Die Universität Tübingen ernannte ihn 1955 zum Honorarprofessor. 1963 und 1970 dozierte er jeweils drei Monate lang als Gastprofessor an der University of Michigan.

### Im Ruhestand
Nach seinem Abschied aus dem Richterdienst lehrte er noch für einige Monate europäisches Verfassungsrecht an der University of Chicago. Der Tod seiner Ehefrau im Jahre 1977 veranlasste ihn zum Rückzug in sein Haus in Münsingen. Karlsruhe betrat er nur noch einmal. Er widmete sich nun Kunst, Literatur und alter Geschichte und unternahm weite Reisen, darunter nach China und Ägypten. Rupp starb 1989 im Alter von 82 Jahren durch einen Schlag und wurde in Reutlingen beigesetzt.